# Agència de Malwa
L'agència de Malwa fou una entitat administrativa en forma d'agència política del governador de les Províncies Centrals (o India Central) amb una superfície de 23.100 km² i població d'1.054.753 el 1901. Estava limitada al nord i oest amb l'agència de Rajputana, al sud amb l'agència de Bhopawar i l'agència d'Indore, i a l'est amb l'agència de Bhopal. La població era hindú en més d'un 81%, musulmana (10%), animistes (5%) i jains (3%). L'agència tenia 15 ciutats, la principal de les quals eren Ujjain (39.892 habitants el 1901), Ratlam (36.321 habitants), Jaora (23.854 habitants), Nimach (21.588), Mandasor (20.936) i Dewas (15.403); tenia també 3.857 pobles
Després del tractat de Mandasor dels britànics amb Malhar III Rao Holkar (6 de gener de 1818) cossos militars locals foren estacionats a Mehidpur i el seu comandant va rebre poders civils i militars; el seu domini era l'agència que va portar el nom d'Agència de Malwa Occidental. El 1854 es va nomenar el primer agent del governador general a l'Índia Central i es va formar l'Agència de l'Índia Central amb diverses subagències; llavors els dos estats de Dewas Sènior i Dewas Júnior i alguns altres menors dels quals el principal era el thakurat de Bagli van quedar directament sota l'agent de l'Índia Central que delegava els seus poders en el seu primer assistent. Després del motí del 1857 el coronel Keatinge, que va rebre el control polític de l'agència, va tenir quarter general a Mandasore, Agar i Mehidpur alternativament.
El 1860 quan la Central India Horse fou regularment constituïda i estacionada a Agar, el control dual militar i civil de l'agència fou conferit al seu comandant; com que el control civil era complicat per ser exercit al mateix temps que el militars, es va crear l'Agència de Malwa sota un oficial polític separat de l'agència de l'Índia Central, el 1895, amb capital a Nimach. El 1903 els dos estats de Dewas foren transferits a la Residència d'Indore. El 20 de març de 1907 l'agència d'Indore fou abolida i les seves dependències traspassades a l'agència de Malwa, que va quedar amb set estats:
- Indore
- Dewas Sènior
- Dewas Júnior
- Jaora
- Ratlam
- Sitamau
- Sailana

A més a més feien part de l'agència alguns territoris de Gwalior, la pargana de Pirawa de l'estat de Tonk, alguns pobles d'Indore, i diversos thakurats garantits pels britànics tots els quals (menys un) eren feudataris d'un altre estat, la major part d'Indore:
- Piploda
- Bagli
- Ajraoda
- Bardia o Barra
- Barkhera Deo Dungri
- Barkhera Panth
- Bhatkheri
- Bhojakheri
- Bichraud I
- Bichraud II
- Bhilaud
- Borkhera
- Dabri
- Datana
- Dhulatia
- Jawasia
- Kalukhera
- Karaudia
- Kheri Rajapur
- Kherwasa
- Khojankhera
- Lalgarh
- Narwar
- Naugaon
- Panth Piplodia
- Pathari
- Piplia
- Sadakheri o Sheogarh
- Sanauda
- Sarwan
- Shujaota
- Sidri
- Sirsi
- Tal
- Uni
- Uparwara

De tots aquests el més peculiar és Panth Piploda que era un domini immediat britànic. L'agent polític tenia el control dels estats i dirigia la cort de sessions a Nimach, sent a més magistrat de districte i jutge de cort de sessions per les seccions Rajputana-Malwa, Ujjain-Nagda i Ratlam-Godhra del ferrocarril de Bombai, Baroa i Índia Central, de Fatehbad a Kersarpura i fins a Ratlam a l'est del Mahi.
El 1925 les agències de Malwa i Bhopawar foren reunides en una sola que va portar el nom d'agència de Malwa i Bhopawar, que el 1927 va canviar el nom per agència de Malwa i dels Estats del Sud (o agència de Malwa i dels Estats Meridionals). El 1931 els dos estats de Dewas foren transferits a l'agència de Bhopal. El 1934 l'agència va recuperar el seu antic nom d'agència de Malwa. Llavors la formaven els següents estats i thakurats:
- Dhar
- Jhabua
- Barwani
- Ali Rajpur
- Jobat
- Indore
- Jaora
- Ratlam
- Sitamau
- Sailana
- Kakhtgarh
- Bharudpura
- Chhota Barkhera
- Mota Barkhera
- Chiktiabar
- Dhotria (o Bhaisola)
- Garhi (o Bhaisakho)
- Jamnia
- Kachhi Baroda
- Kali Baori
- Kathiwara
- Kathoria
- Kothideh
- Mathwar
- Multhan
- Nimkhera (o Tirla)
- Rajgarh
- Ratanmal
- Piploda
- Bagli
- Ajraoda
- Bardia o Barra
- Barkhera Deo Dungri
- Barkhera Panth
- Bhatkheri
- Bhojakheri
- Bichraud I
- Bichraud II
- Bhilaud
- Borkhera
- Dabri
- Datana
- Dhulatia
- Jawasia
- Kalukhera
- Karaudia
- Kheri Rajapur
- Kherwasa
- Khojankhera
- Lalgarh
- Narwar
- Naugaon
- Panth Piplodia
- Pathari
- Piplia
- Sadakheri o Sheogarh
- Sanauda
- Sarwan
- Shujaota
- Sidri
- Sirsi
- Tal
- Uni
- Uparwara

I a més parganes de Tonk i Gwalior.
Després de la independència el 15 d'agost de 1947, els estats van anar accedint a l'Índia (1948) i van formar part de l'estat de Madhya Bharat, rebatejat estat de Madhya Pradesh l'1 de novembre de 1956.